# فيكرز إي.أس.1

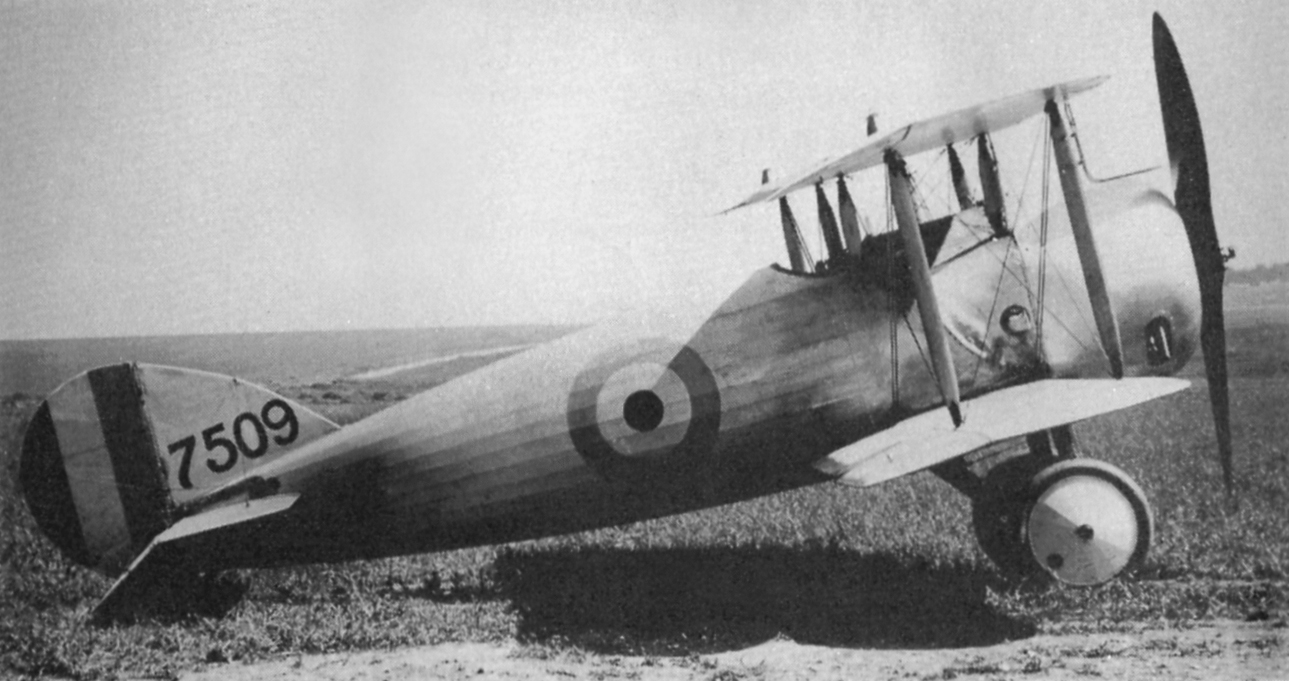

على فيكرز إي.أس.1 (E. S. 1) كانت من أوائل الطارات البريطانية  المقاتلة من حقبة  الحرب العالمية الأولى. ذات مقعد واحد و سطحين. بني ثلال طائرات منها.

## المشغلون
- فيلق الطيران الملكي

## المواصفات (E. S. 1 Mk II، Clerget المحرك)
البيانات من Vickers Aircraft since 1908 
الخصائص العامة
- الطاقم: one
- الطول: 20 ft 3 in (6.17 m)
- باع الجناح: 24 ft 5½ in (7.46 m)
- الارتفاع: 8 ft (2.44 m)
- مساحة الجناح : 215 sq ft (20.0 m²)
- الوزن فارغة: 981 lb (446 kg)
- الوزن محملة: 1,502 lb (683 kg)
- محرك الطائرة: 1 × Clerget 9-cylinder محرك دوار, 110 hp (82 kW)

الأداء
- السرعة القصوى: 112 mph (97 knots, 180 km/h) at sea level
- سقف الخدمة: 15,500 ft (4,730 m)
- معدل الصعود: 1,000 ft/min (5.1 m/s)
- Endurance: 2 hours
- Climb to 10,000 ft (3,050 m): 18 min